# Obersalzberg
Obersalzberg, auch mit dem bestimmten Artikel („auf dem Obersalzberg“), ist ein Gemeindeteil bzw. eine Gnotschaft des Marktes Berchtesgaden im oberbayerischen Landkreis Berchtesgadener Land. Obersalzberg war Teil der Gemeinde Salzberg, bis diese am 1. Januar 1972 nach Berchtesgaden eingemeindet wurde.
Mit der 1877 von Mauritia Mayer begründeten Pension Moritz, die zahlreiche prominente Gäste beherbergte, wurde Obersalzberg zu einer der Wiegen des Tourismus im Berchtesgadener Land. Um die Jahrhundertwende ließen sich in dem Ort auch viele bekannte Persönlichkeiten wie Carl von Linde mit einem Zweitwohnsitz nieder.
1923 war Adolf Hitler erstmals in Obersalzberg und hatte dort regelmäßig sein Feriendomizil. Später mietete er dauerhaft ein Haus und baute es nach dem Erwerb zum Berghof, einer repräsentativen Zweitresidenz, aus. Nahezu der ganze Ortsteil inklusive des Kehlsteins wurde ab 1933 zum Führersperrgebiet. Sowohl die einheimische Bevölkerung wie auch die Zweitwohnsitz-Inhaber wurden zum Teil zwangsumgesiedelt; ihre Häuser wurden angekauft oder enteignet und anschließend zum großen Teil abgetragen. Bei einem Bombenangriff im April 1945 wurde die Bebauung weitgehend zerstört.
Die von den früheren Einwohnern nach dem Kriegsende angestrebte Rückkehr nach Obersalzberg mit dem Wiederaufbau des ursprünglichen Ortes kam nicht zustande. Das Areal war in der Nachkriegszeit weitgehend Teil eines Erholungszentrums der amerikanischen Streitkräfte. Nach der Freigabe an den Freistaat Bayern im Jahr 1996 wurde im Rahmen des „Zweisäulenkonzeptes“ der bayerischen Staatsregierung 1999 die Dokumentation Obersalzberg eingerichtet und 2005 ein Hotel der Luxusklasse mit der Bezeichnung InterContinental Berchtesgaden Resort (seit 2015: Kempinski Hotel Berchtesgaden) eröffnet.

## Lage

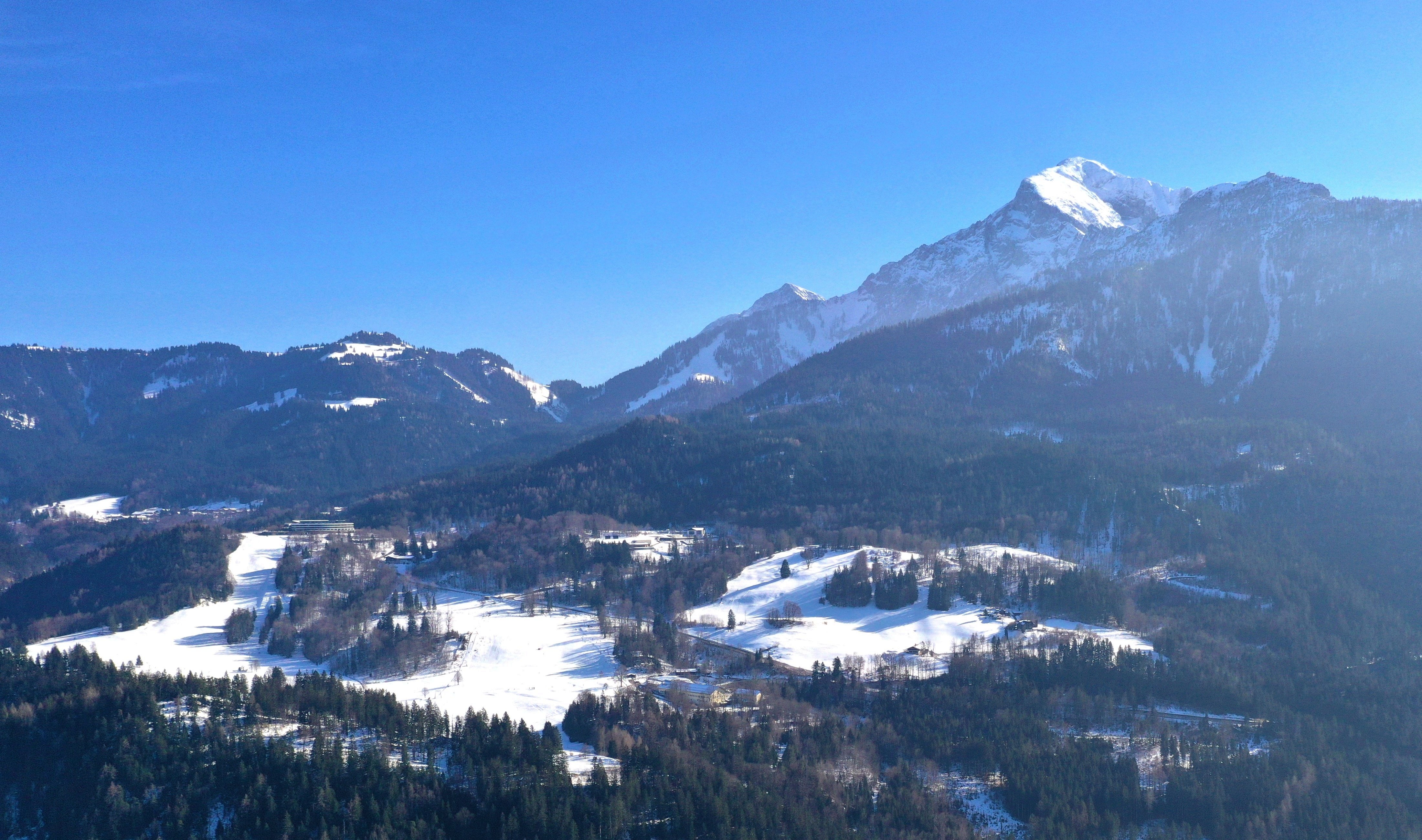
Obersalzberg von Nordwesten (ab Bildmitte u. a. links: Kempinski Hotel, rechts davon in der Mitte Dokumentation Obersalzberg), oben rechts Hoher Göll und daneben bis Bildrand Kehlstein mit Kehlsteinhaus

Der Gemeindeteil Obersalzberg grenzt im Norden und Nordosten an den Gemeindeteil Untersalzberg I, im Nordwesten und Westen an den Gemeindeteil Untersalzberg II sowie im Süden und Osten an das gemeindefreie Gebiet Eck. Der niedrigste Punkt mit rund 752 Metern liegt im Nordwesten in der Nähe des abgegangenen Anwesens Lehen. Höchste Erhebung ist der Klingeneckkopf im Südosten mit 1137 Metern.
Die Gemeindeteile Obersalzberg, Untersalzberg I und Untersalzberg II (hier ist u. a. auch die Einfahrt in das Salzbergwerk) verteilen sich über den Salzberg bis zu dessen Ausläufern an der Berchtesgadener Ache.  Der Salzberg selbst ist ein „Bergrücken“ mit einer Höhe von etwa 1000 m, der dem südlich gelegenen Kehlstein, einem Nebengipfel des Göllmassivs am Ostrand der Berchtesgadener Alpen, vorgelagert ist.

## Geschichte

### Entwicklung als Gnotschaftsbezirk
Vermutlich bereits ab Ende des 14. Jahrhunderts war Obersalzberg der 5. Gnotschaftsbezirk der „Urgnotschaft“ Berg im Berchtesgadener Land, das ab 1380 das Kernland der Reichsprälatur Berchtesgaden und der später eigenständigen, reichsunmittelbaren Fürstpropstei Berchtesgaden (1559–1803) bildete. Nach drei kurz hintereinander folgenden Herrschaftswechseln wurde 1810 das Berchtesgadener Land mit seinen Gnotschaften dem Königreich Bayern angegliedert und aus Berg ab 1812 die Gemeinde Salzberg, deren Ortsteil bzw. Gnotschaft Obersalzberg bis zur Eingemeindung Salzbergs in den Markt Berchtesgaden blieb (→ siehe hierzu den Abschnitt: Gebietsreform). Die Bezeichnung „Obersalzberg“ ist für die Gnotschaft erstmals 1816 nachweisbar.
Historisch, nach einer statistischen Übersicht von 1698, bestand der damalige Fünfte Gnotschafterbezirk bzw. die heutige Gnotschaft Obersalzberg aus 13 verstreut liegenden Anwesen. Dies waren 10 ganze Höfe (Antenberg, Bodenlehen, Baumgarten, Freiding, Graetz (Sitz des Gnotschafters), Ob. Kesselstein, Lehen, Meisterlehen, Steinhaus und Weißlehen) sowie 3 halbe Höfe (Auf der Eben, Mittertratten und Wurf).

### Anfänge des Tourismus

Pension Moritz um 1900

Mauritia Mayer eröffnete 1877 die nach ihrem Spitznamen benannte Pension „Moritz“ und gilt damit als Pionierin des modernen Tourismus. Zu Beginn des 20. Jahrhunderts in Gebirgskurhaus Obersalzberg und später in Platterhof umbenannt, steht dieses Gasthaus „am Beginn des Tourismus in Deutschland und Mitteleuropa“.
Aber noch in den 1920er Jahren war Obersalzberg „ein idyllisches Streudorf mit Bergbauern und Beherbergungsbetrieben, das unter Wohlhabenden und Prominenten als touristischer Geheimtip galt“. In der Folge wurden alsbald auch bekannte Persönlichkeiten wie der Erfinder der Kältetechnik Carl von Linde oder die Klavierherstellerfamile Bechstein in Obersalzberg sesshaft.

### Zeit des Nationalsozialismus

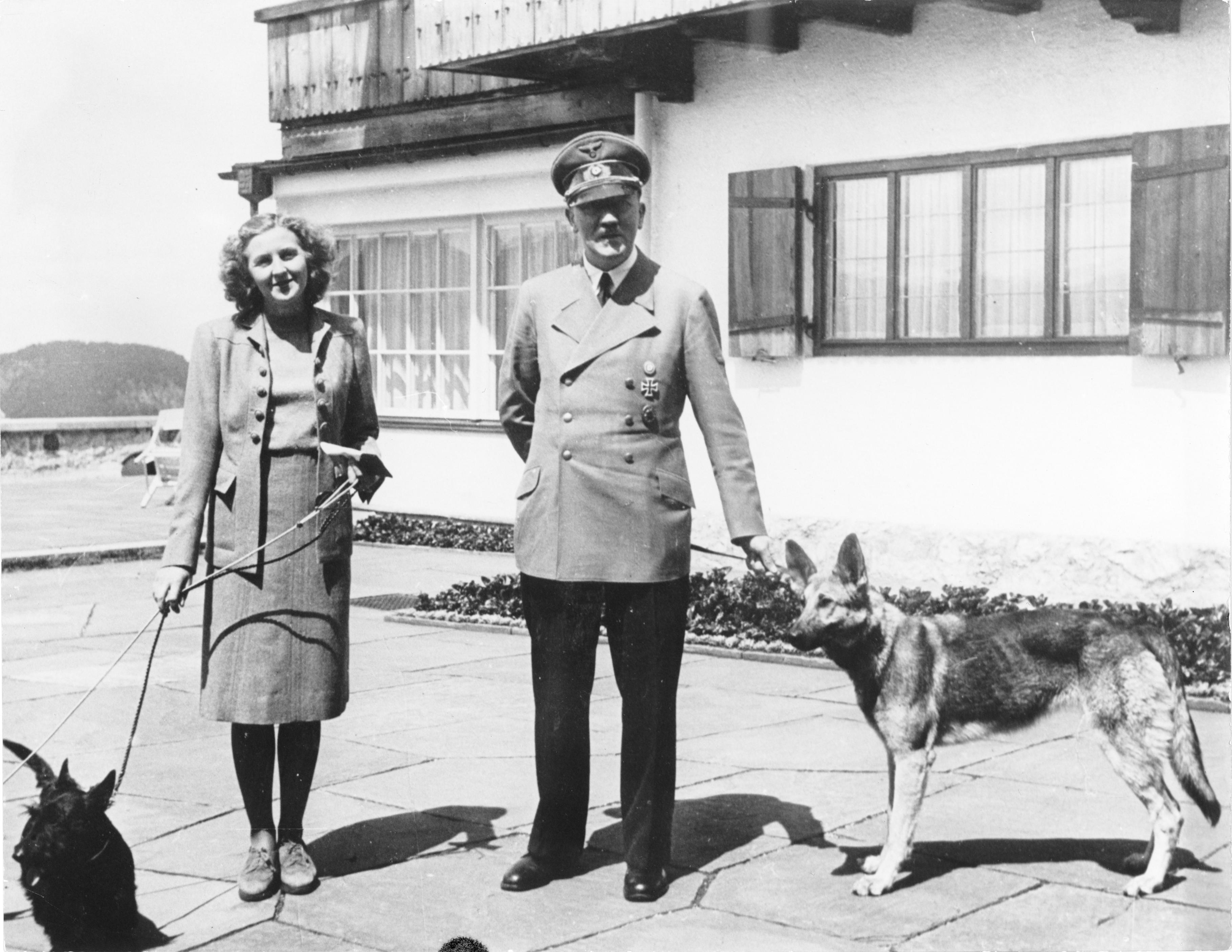
Adolf Hitler mit Eva Braun auf dem „Berghof“, 1942

→ Zu diesem Geschichtsabschnitt siehe auch Hauptartikel: Führersperrgebiet Obersalzberg
Ab 1923 verbrachte Adolf Hitler des Öfteren in Obersalzberg seine Ferien. Ab Oktober 1928 mietete er das Landhaus Haus Wachenfeld, dessen Eigentümerin die Lederfabrikantin und frühe Automobilistin Margarete Winter, geborene Wachenfeld, war. Im Sommer 1933 erwarb Hitler das Haus, um es alsbald in Berghof umzubenennen und zu einer repräsentativen Residenz umzubauen.
Nach der Machtergreifung der Nationalsozialisten in Deutschland erfuhr der Ort die größten baulichen Veränderungen seiner Geschichte. Sämtliche privaten und ein Teil der Immobilien im öffentlichen Eigentum wurden unter der Leitung von Martin Bormann aufgekauft. Den Eigentümern wurden Preise über dem Verkehrswert angeboten. Nicht Verkaufswillige wurden mit angedrohter und zum Teil vollzogener Haft im KZ Dachau zum Verkauf ihrer Grundstücke gezwungen. Der Großteil der vorhandenen Bebauung wurde abgetragen, der Charakter des Ortes völlig verändert.
Um den Berghof gruppierten sich nun unter anderem die Häuser aller wichtigen NSDAP-Politiker.
Auf eine Anregung Hitlers hin ließ Bormann auf dem Bergrücken des Kehlsteins das Kehlsteinhaus als Repräsentationsgebäude errichten.
Erst die massiven Luftangriffe der alliierten Streitkräfte auf große Teile Deutschlands führten zum Ausbau der Luftschutzanlagen in Obersalzberg. Es entstand ein tief im Fels gelegenes, weit verzweigtes Bunkersystem mit Stollen von rund 6,5 Kilometer Länge.

#### Regierungsgeschäfte und Repräsentation

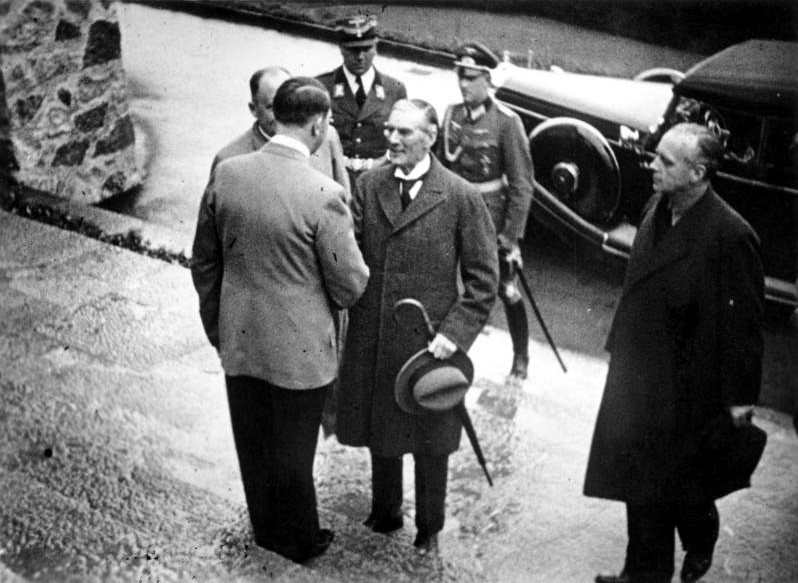
Hitler empfängt Chamberlain, Vorbereitung des Münchner Abkommens

Häufig hielt sich Hitler mehrere Monate im Jahr in Obersalzberg auf, um von Berchtesgaden aus die Regierungsgeschäfte zu führen. Insgesamt verbrachte er dort nahezu ein Drittel seiner Regierungszeit und empfing auf dem Berghof auch Staatsgäste. Im Februar 1938 wurde in Obersalzberg das Berchtesgadener Abkommen geschlossen, der erste Schritt zum „Anschluss“ Österreichs an den NS-Staat.
Durch die neu errichtete nahe gelegene Reichskanzlei Dienststelle Berchtesgaden wurde die Verfügbarkeit eines Regierungsbeamtenstabes während der Aufenthalte Hitlers in Obersalzberg sichergestellt.
Es galt als besondere Auszeichnung für deutsche Politiker und Parteimitglieder der NSDAP, von Hitler oder der inoffiziellen Hausherrin Eva Braun in seiner Obersalzberger Residenz im „privaten Rahmen“ empfangen zu werden.

#### Bombenangriff gegen Kriegsende
Der US-amerikanische General Dwight D. Eisenhower, der Oberkommandierende der Alliierten, gab seine Pläne zur Eroberung der Reichshauptstadt Berlin auf, da er befürchtete, die SS und andere Elitetruppen könnten sich in der tatsächlich nicht existierenden Alpenfestung verschanzen. So ließ er seine Truppen nach Süden schwenken, um deutschen Truppen den Rückzug in die Alpen abzuschneiden.
Am 25. April 1945 warfen Lancaster-Bomber der Royal Air Force fast 1.300 Bomben über Obersalzberg ab, während das im Tal liegende Berchtesgaden davon nahezu vollständig verschont blieb. Nach diesem Angriff waren – bis auf das Kehlsteinhaus – sämtliche Gebäude des Führersperrgebiets in Obersalzberg beschädigt. Abziehende SS-Wachtruppen setzten sie in Brand, was jedoch weder Besatzer noch die einheimische Bevölkerung von Plünderungen in den Gebäuden abhielt.

### Nachkriegszeit – Amerikanische Besatzung in Obersalzberg

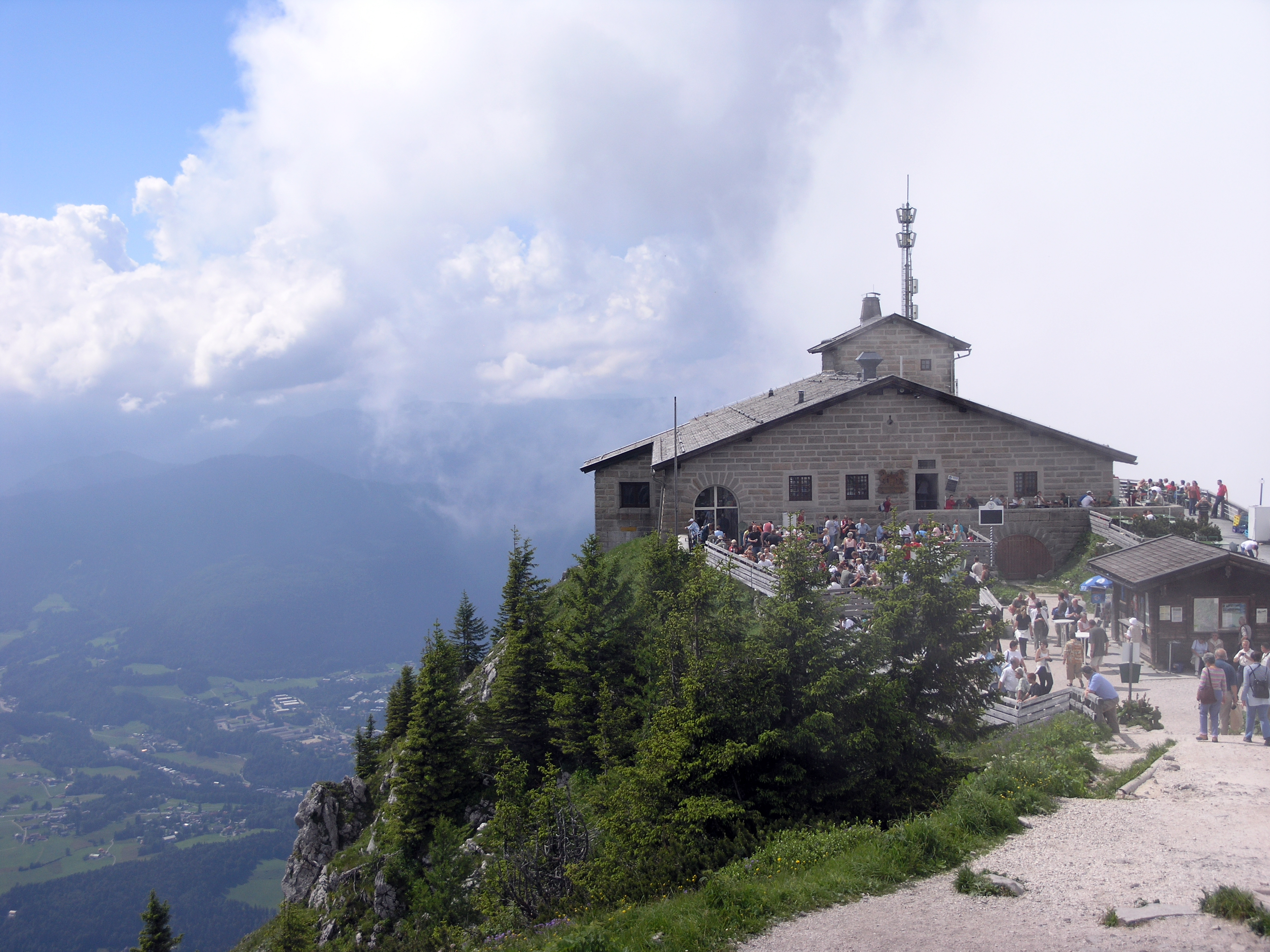
Kehlsteinhaus

Obersalzberg wurde nach der kampflosen Übergabe des Landkreises Berchtesgaden von einem Verband aus US-Truppen und einigen Franzosen am 4. Mai 1945 besetzt. Mit der Übergabe wurde der Chef der Arbeitsgemeinschaft der Bauunternehmen am Obersalzberg Grethlein betreut. Dieser wurde zusammen mit seinem Fahrer von betrunkenen französischen Soldaten erschossen, als er über die Zukunft seiner Belegschaft verhandeln wollte. Die NSDAP-Grundstücke gingen 1947 offiziell in das Eigentum des Freistaates Bayern über, jedoch nutzten die amerikanischen Besatzer einen Großteil ihrer Gebäude weiterhin.
Obwohl es nach dem Krieg Bestrebungen der ehemaligen Salzberger gab, in ihre alten Häuser zurückzukehren, kam es nicht zum Wiederaufbau des Dorfes. Lediglich das Hotel zum Türken wurde an die ehemaligen Besitzer zurückgegeben. Hier besteht heute die Möglichkeit – neben den später in die Dokumentation Obersalzberg integrierten Bunkerteilen –, weitere Abschnitte der Bunkeranlage in Obersalzberg zu besichtigen.
Verschiedene Gebäude wurden nach dem Krieg für die US-Streitkräfte instand gesetzt, wie der Platterhof („Hotel General Walker“), das Atelier Speer (Evergreen Lodge) sowie der ehemalige Gutshof; sie dienten der US Army als Erholungszentrum. Die anderen Gebäude – insbesondere die Wohnhäuser der NS-Größen – wurden 1952 abgetragen oder gesprengt, um jedweden Kult zu verhindern.

#### Steigenberger-Affäre
Die gesamten im Eigentum des Freistaates Bayern befindlichen, aber noch von den US-Streitkräften belegten Hotels wurden in den 1950er-Jahren an den Großhotelier Albert Steigenberger verkauft. Vom Engagement des aufstrebenden Hotelkonzerns Steigenberger versprachen sich die Berchtesgadener Politik und Wirtschaft eine Belebung des Tourismus. Bis zur Freigabe durch die Amerikaner sollte Steigenberger die jährliche Ausgleichszahlung des Bundes erhalten, der Kaufpreis an den Freistaat konnte in Raten – die geringer waren als die jährliche Entschädigung – gezahlt werden. Es wurde vermutet, dass der Vertrag durch eine großzügige Spende Steigenbergers zum Wiederaufbau der Münchner Residenz begünstigt worden war. Beide Seiten waren aber bald unzufrieden: Der Rechnungshof des Freistaates bemängelte den zu geringen Kaufpreis, Steigenberger beklagte die andauernde Belegung durch die Amerikaner. Hinzu kam, dass der Bund die Ausgleichszahlungen einstellte, da sich die Rechtsauffassung geändert hatte. Die Hotelaffäre endete nach dem Bekanntwerden in der Presse 1964 mit der Rückabwicklung des Vertrages. Der Bundesgerichtshof stellte mit seinem Urteil fest, dass der Freistaat Bayern und Steigenberger gegen das Verschleuderungsverbot in Artikel 81 der Bayerischen Verfassung verstoßen hatten.

### Gebietsreform
Im Zuge der Gebietsreform wurde die selbständige Gemeinde Salzberg, zu der auch Obersalzberg gehörte, am 1. Januar 1972 nach Berchtesgaden eingemeindet. Seither ist Obersalzberg ein Ortsteil bzw. eine Gnotschaft des Marktes Berchtesgaden.

### Abzug der amerikanischen Streitkräfte
Mit dem Abzug der amerikanischen Streitkräfte und der damit verbundenen Auflösung des Armed Forces Recreation Center ging 1996 auch die Nutzung der ehemaligen NSDAP-Liegenschaften an den Freistaat Bayern über. Nach Maßgabe des Zweisäulenkonzepts des bayerischen Finanzministers Kurt Faltlhauser (CSU) beschloss die bayerische Staatsregierung daraufhin, auf diesem Areal ein Hotel der Luxusklasse sowie ein Zentrum zur Dokumentation der während der Zeit des Nationalsozialismus begangenen Gräueltaten zu errichten, um das Entstehen einer Pilgerstätte für Rechtsextreme zu verhindern und einen Gegenpart zur „kommerziellen Ausbeutung“ des Standorts einzurichten.

#### Dokumentation Obersalzberg
1999 wurde unmittelbar neben dem Parkplatz und der Bushaltestelle zum Kehlsteinhaus die Dokumentation Obersalzberg eröffnet. Sie stellt die Geschichte des Obersalzbergs während der Zeit des Nationalsozialismus und die Verbindungen zur gesamten nationalsozialistische Politik dar. Die Institution bezieht Teile der noch erhaltenen Bunkeranlagen ein, die zu besichtigen sind. Am 19. Juli 2010 wurde der 1,5-millionste Besucher und am 18. Juli 2013 der 2-millionste Besucher dieses Dokumentationszentrums begrüßt. Geplant waren für die Dokumentation Obersalzberg maximal 40.000 Gäste im Jahr, 170.000 Besucher fanden sich unerwarteterweise ein. Deshalb fiel 2012 die Entscheidung zum Neubau, um den Andrang von Besuchern besser zu bewältigen. Zur Wiedereröffnung der Dokumentation mit einer neugestalteten Dauerausstellung kam es schließlich am 28. September 2023.

### Obersalzbergbahn

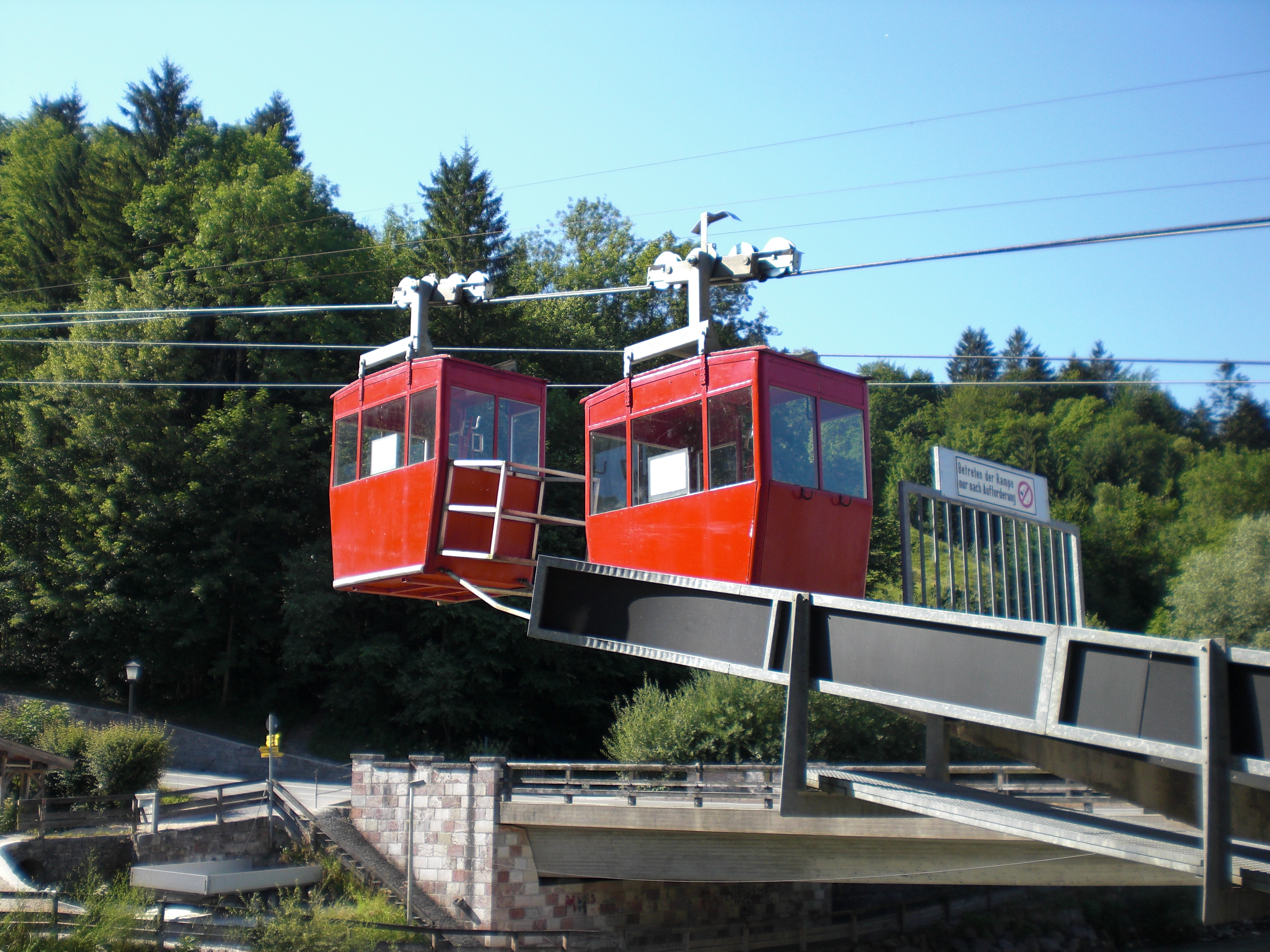
Obersalzbergbahn Juli 2013

Die Obersalzbergbahn wurde von der Berchtesgadener Bergbahn GmbH (später AG) erbaut und 1950 in Betrieb genommen. Einer der Initiatoren war der bekannte Alpinist Josef Aschauer. Die Luftseilbahn führt von der auf 530 Meter Höhe gelegenen Talstation über die Mittelstation auf 770 Meter zu der auf 1.020 Meter gelegenen Bergstation (⊙). Von der Bergstation, die unterhalb der Scharitzkehlstraße liegt, erreicht man den Ausgangspunkt der Rodelbahn, die im Tal nahe der Talstation der Bahn endet. Die Länge der Obersalzbergbahn, welche 1996 modernisiert wurde, beträgt 1.530 Meter und führt über neun Stützen. Das Tragseil hat einen Durchmesser von 25 Millimetern; das Zugseil hat einen Durchmesser von 16 Millimetern. Es handelt sich um eine Gruppenpendelbahn, bei der auf jeder Fahrspur zwei kleine Kabinen für je vier Erwachsene und ein Kind dicht hintereinander fahren. An der ersten Kabine ist außen ein größerer Korb für Gepäck angebracht. Es muss an der Mittelstation umgestiegen werden. Die Bahn wird heute von der privaten Obersalzbergbahn GmbH betrieben.

### Abtragung von Teilen des historischen Wegenetzes
→ Zu diesem Geschichtsabschnitt siehe auch Abschnitt: Abtragung von Teilen des historischen Wegenetzes im Hauptartikel Führersperrgebiet Obersalzberg
2009 bekannt gewordene Pläne der Bayerischen Staatsforsten, das historische, mit Schwarzdecken versehene Wegenetz in Obersalzberg zugunsten breiter, geschotterter Forststraßen abzutragen, führten zu Widerstand und zum Stopp des Projektes. Schließlich kam man überein, nur Teilstrecken zu beseitigen und die übrigen zu erhalten.

## Sender Kehlstein/Obersalzberg
In Obersalzberg steht ein Sender der Deutschen Funkturm GmbH, der als Füllsender für den Rundfunk im Talkessel von Berchtesgaden errichtet wurde. Der Sender wird für die Abstrahlung der UKW-Signale verwendet: DAB+ von Sender am Jenner.
| Programm           | Frequenz  | Leistung (ERP) | RDS PS   |
| ------------------ | --------- | -------------- | -------- |
| Bayernwelle SüdOst | 089,3 MHz | 0,1 kW         | BAYWELLE |
| Antenne Bayern     | 105,5 MHz | 0,1 kW         | ANTENNE  |

## Musik
Georg Freundorfer widmete Obersalzberg während der Zeit des Nationalsozialismus den Marsch Gruß an Obersalzberg. Heute ist der Marsch unter dem Titel Gruß an Oberbayern bekannt.